# Dinnington (Tyne and Wear)
Pour les articles homonymes, voir Dinnington.
Dinnington est une paroisse civile et un village de 1 636 habitants (2011) de la cité de Newcastle upon Tyne, dans le comté du Tyne and Wear, en Angleterre.